# 3342 Fivesparks
3342 Fivesparks eller 1982 BD3 är en asteroid i huvudbältet som upptäcktes den 27 januari 1982 av Oak Ridge-observatoriet. Den är uppkallad efter de amerikanska astronomparet, Newton och Margaret Mayall, hem i Cambridge, Massachusetts.
Asteroiden har en diameter på ungefär 22 kilometer.